# Matthias Jauslin

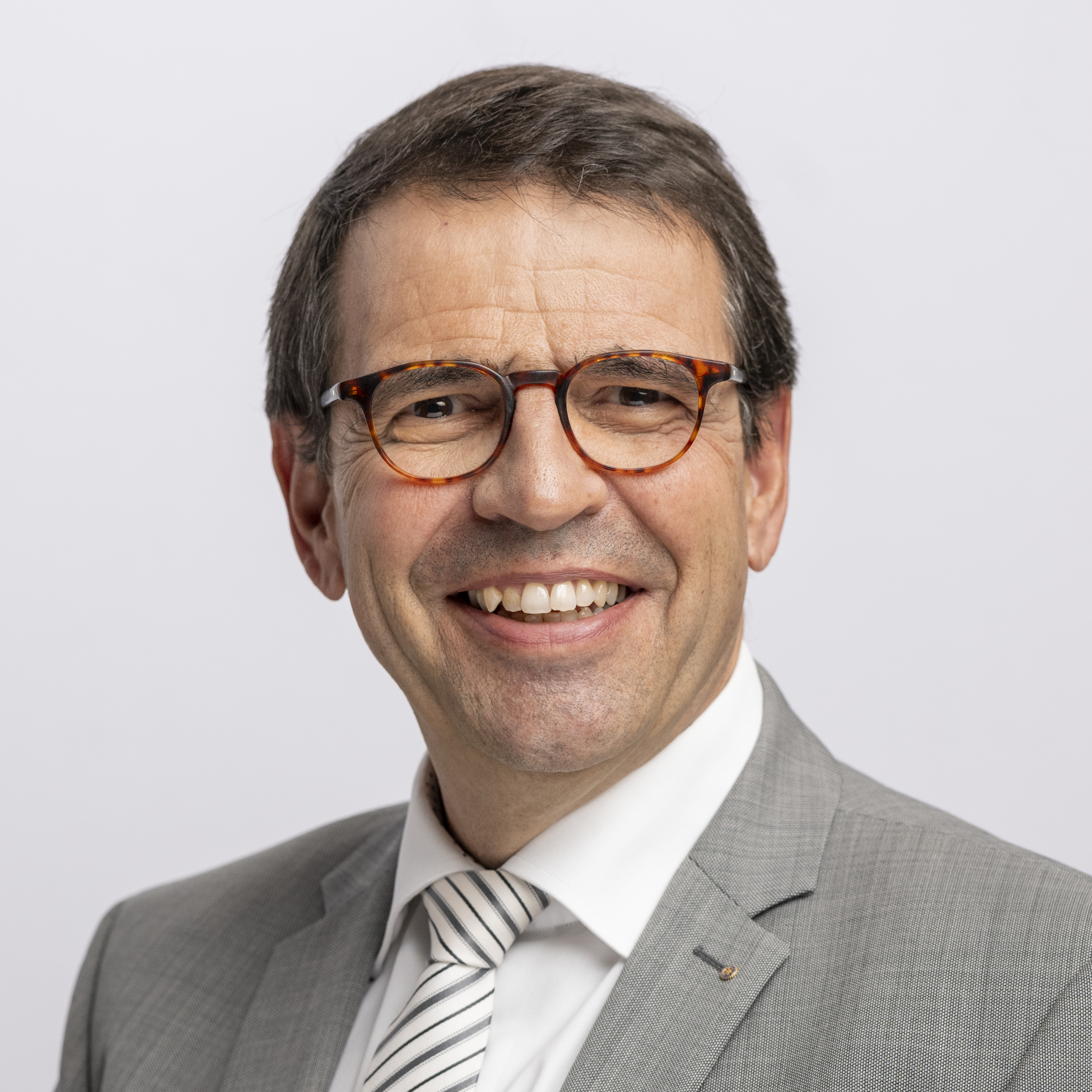
Matthias Jauslin (2023)

Matthias Samuel Jauslin (* 20. April 1962 in Winterthur; heimatberechtigt in Muttenz) ist ein Schweizer Unternehmer und Politiker (GLP, vorher FDP). Seit 2015 ist er Mitglied des Nationalrats.

## Leben
Matthias Jauslin ist in Gebenstorf aufgewachsen und wohnt seit 1988 in Wohlen. Er absolvierte eine Berufslehre als Elektroinstallateur. Nach Abschluss der höheren Berufsausbildung und diversen Weiterbildungen gründete er zusammen mit zwei Partnern die Jost Wohlen AG. Noch heute ist Jauslin Geschäftsführer und Hauptaktionär dieses Unternehmens, das im Bereich Elektroanlagen, Telematik und Automationen tätig ist. In der Schweizer Armee war er Oberleutnant. Von 1980 bis 1989 war er Mitglied der Nationalmannschaft im militärischen Fünfkampf. Er ist verheiratet und hat drei erwachsene Kinder.
Jauslin ist seit 2017 Zentralpräsident des Aero-Clubs der Schweiz (AeCS) und privat als Segelflugpilot der Segelfluggruppe Lenzburg in der Luft. Zudem ist er u. a. Mitglied im Rotary Club Freiamt.

## Politik
Von 2013 bis 2017 war Jauslin Präsident der FDP Kanton Aargau und von 2009 bis 2015 Mitglied des Grossen Rates im Aargau. Auf kommunaler Ebene engagierte er sich von 1998 bis 2006 im Einwohnerrat (Legislative) von Wohlen, danach war er bis 2013 im Gemeinderat (Exekutive) und als Vizeammann von Wohlen tätig. Als Gemeinderat stand er dem Ressort Finanzen vor.
Jauslin erreichte in den Nationalratswahlen 2015 den ersten Ersatzplatz auf der Liste der FDP; da der bisherige und wiedergewählte Nationalrat Philipp Müller im zweiten Wahlgang der Ständeratswahlen in den Ständerat gewählt wurde, konnte Jauslin in den Nationalrat nachrücken. In den Wahlen 2019 und 2023 wurde er wiedergewählt. Von 2015 bis 2019 war er Mitglied der Staatspolitischen Kommission.  Von 2015 bis 2019 hatte er Einsitz in der Kommission für Umwelt, Raumplanung und Energie. Seit 2019 ist er Mitglied der Geschäftsprüfungskommission und seit 2023 gehört er der Kommission für Verkehr und Fernmeldewesen an. Im Januar 2025 wechselte Jauslin zu den Grünliberalen. Vorausgegangen waren vor dem Wechsel Reibungen mit seiner vorherigen Partei, so war Jauslin gegen seinen Willen aus der UREK-N geworfen worden.